# Gorham (Maine)
Gorham – miasto w północno-wschodniej części Stanów Zjednoczonych, w stanie Maine, ok. 16 km na zachód od Portland.
Powierzchnia: 132,8 km²
Liczba mieszkańców: ok. 14 tysięcy ludności (2000 r.)